# Shigeo Ōdachi
Shigeo Ōdachi (大達 茂雄, Ōdachi Shigeo, 5 de gener de 1892 - 25 de setembre de 1955) va ser un buròcrata, polític i ministre japonés de pre i post guerra. Ōdachi va exercir com a Governador de Tòquio, en aquella època "Cap de la Metropoli de Tòquio", des de 1943 fins a 1944. Va ser el primer cap de la nova institució que va unir l'administració de la ciutat de Tòquio i de la prefectura de Tòquio: la Metropoli de Tòquio.